# Destanni Henderson
Destanni Mone Henderson (ur. 2 lutego 1999 w Fort Myers) – amerykańska koszykarka, występująca na pozycji rozgrywającej, obecnie zawodniczka Indiany Fever.
W 2018 została wybrana najlepszą zawodniczką szkół średnich stanu Floryda (Florida Miss Basketball). Wystąpiła też w meczu gwiazd McDonald’s All-American.

## Osiągnięcia
Stan na 2 marca 2023, na podstawie, o ile nie zaznaczono inaczej.

### NCAA
- Mistrzyni:
  - NCAA (2022)
  - turnieju konferencji Southeastern (SEC – 2020, 2021)
  - sezonu regularnego SEC (2020, 2022)
- Uczestniczka rozgrywek:
  - NCAA Final Four (2021, 2022)
  - Sweet 16 turnieju NCAA (2019, 2021, 2022)
  - turnieju NCAA (2018, 2021)
- Zaliczona do:
  - I składu:
    - SEC (2022)
    - najlepszych pierwszorocznych zawodniczek SEC (2019)
    - turnieju:
      - NCAA Final Four (2022)
      - regionalnego NCAA Greensboro (2022)
      - SEC (2020, 2021)
      - WBCA All-Region (2022)

  - II składu All-American (2022 przez USBWA)
  - składu:
    - honorabe mention All-America (2022 przez Associated Press)
    - SEC Academic Honor Roll (2019, 2020, 2021, 2022)
- Liderka SEC w:
  - średniej asyst (2021 – 5,1)
  - liczbie:
    - asyst (2021 – 157)
    - rozegranych minut (2021 – 1053)

### Reprezentacja
Seniorska
- Mistrzyni Ameryki (2021)

Młodzieżowe
- Brązowa medalistka mistrzostw świata U–17 (2016)